# Populus mexicana
Populus mexicana is een populier en behoort tot de wilgenfamilie (Salicaceae).
De soort wordt gerekend tot de sectie Abaso. Het verspreidingsgebied is beperkt tot Mexico.
In het verleden werd P. mexicana beschouwd als een synoniem van P. fremontii. Eckenwalder beargumenteerde echter dat de soort door zijn typische karakteristieken als een aparte soort moet worden beschouwd. De boom kan 30 m groot worden en heeft een brede kroon. Het kan worden gevonden langs oevers van grotere en kleinere rivieren. Vroeger vormde het grote bossen met grote bomen. De arealen zijn nu teruggebracht tot verspreide bosjes en losse bomen door het afdammen en afleiden van de rivieren. De soort staat derhalve als kwetsbaar op de Rode Lijst van de IUCN.
De eerste ca. 10 jaar produceert de boom smalle wilgachtige bladeren. Hierna worden meer driehoekiger / rondere bladeren gevormd. De loofboom verliest zijn blad rond de bloeitijd er kunnen dan zowel nieuwe als oude bladeren aan de boom zitten. De bladknoppen zijn droog, geel en stomp van vorm.

## Subspecies
P. mexicana kan worden onderverdeeld in twee ondersoorten:
- P. m. subsp. dimorpha (T.S. Brandeg.) J.E.Eckenwalder
- P. m. subsp. mexicana

Hiervan is dimorpha inheems langs de oostkust en mexicana langs de westkust. Beide groeien langs de oevers en in de stroomvlakten van rivieren. Mexicana komt ook voor in de bergen van de zuidelijke staten Oaxaca en Chiapas. Hiermee is de meest zuidelijk voorkomende populier van het Amerikaanse continent.
... ·  
P. ×acuminata · 
P. adenopoda · 
P. afghanica · 
P. alba (Witte abeel) · 
P. angustifolia (Smalbladige populier) · 
P. balsamifera (Ontariopopulier) · 
P. ×berolinensis (Siberische balsempopulier) · 
P. ×canadensis (Canadapopulier) · 
P. candicans · 
P. ×canescens (Grauwe abeel) · 
P. cathayana · 
P. davidiana · 
P. deltoides (Amerikaanse populier) · 
P. euphratica · 
P. fremontii · 
P.  grandidentata (Grofgetande populier) · 
P. guzmanantlensis ·  
P. heterophylla (Hartbladige populier) · 
P. ilicifolia · 
P. ×interamericana (Zwarte balsemhybride) · 
P. ×jackii · 
P. koreana · 
P.  lasiocarpa (Ruwe populier) · 
P. laurifolia (Laurierpopulier) · 
P. maximowiczii (Koreaanse balsempopulier) · 
P. mexicana · 
P. nigra (Zwarte populier) · 
P. nigra var. italica (Italiaanse populier) · 
P. rotundifolia · 
P. sieboldii · 
P. simonii (Chinese balsempopulier) · 
P. suaveolens · 
P. szechuanica · 
P. ×tomentosa ·  
P. tremula (Ratelpopulier) · 
P. tremuloides (Amerikaanse ratelpopulier) · 
P. trichocarpa (Zwarte balsempopulier) · 
P. tristis · 
P. wilsonii (Wilsonpopulier) · 
P. yunnanensis · 
...